# Erik Oldberg
Erik Oskar Lennart Oldberg, född 30 juni 1909 i Kungsholms församling i Stockholm, död 15 oktober 1977 i Uppsala Helga Trefaldighets församling, var en svensk målare. 
Han var son till målaren Oskar Oldberg och Gerda Berglund samt från 1934 gift med Eva Wilhelmina Randberg och bror till keramikern Halvard Oldberg. Han var som konstnär autodidakt och företog flera studieresor till Frankrike och Italien. Separat ställde han bland annat ut på Eskilstuna konstmuseum, Västerås konstgalleri, Malmö rådhus, Galleri Tre Kvart i Stockholm och i ytterligare ett tiotal landsortsstäder och tillsammans med sin bror ställde han ut i Alingsås. Han medverkade i en rad samlingsutställningar i Uppsala, Sala samt Norrköping och han var representerad PUBs utställning 1934. Hans konst består av  landskapsskildringar med motiv från Frankrike och Sverige huvudsakligen utförda i olja. 